# Epidoseis
En la Antigua Grecia, las epidoseis (en griego antiguo έπιδόσεις) eran las contribuciones voluntarias que la polis (ciudad) solicitaba para hacer frente a los gastos extraordinarios.
En Atenas, en caso de necesidad, los pritanos convocaban a la Ekklesía (Asamblea del pueblo) y exponían a los ciudadanos la necesidad de recurrir a este tipo de contribuciones. Los voluntarios anunciaban la suma que estaban depuestos a ofrecer a la ciudad. El nombre de estos ciudadanos era inscrito en una tablilla que se depositaba delante del Monumento de los héroes epónimos hasta que cumplían su promesa.
Estas donaciones voluntarias podían ser muy importantes, sobre todo durante las guerras. Pasión de Atenas ofreció mil escudos y cinco trirremes durante la Segunda Liga ateniense.